# خوابگاه (جانورشناسی)

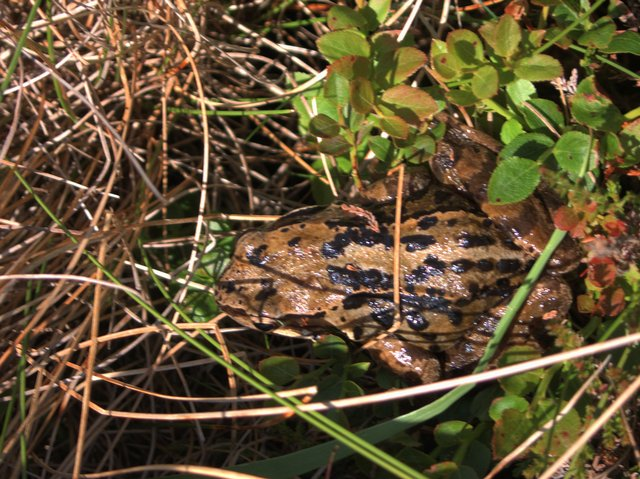
یک قورباغه معمولی که از خواب زمستانی خود در توده‌ای از پوشش گیاهی بیرون می‌آید که به عنوان خواب زمستانی آن عمل می‌کند.

خوابگاه (به انگلیسی: Hibernaculum) (شکل جمع آن hibernacula است) (در لاتین، "چادری برای اقامتگاه‌های زمستانی")، مکانی است که جانوری در آن پناه می‌گیرد، مانند خرس که از غار برای زمستان‌گذرانی استفاده می‌کند. از این کلمه می‌توان برای توصیف انواع پناهگاه‌هایی استفاده کرد که توسط انواع مختلف جانوران از جمله حشرات، وزغ، مارمولک، مار، خفاش، جوندگان و نخستی‌ها از گونه‌های مختلف استفاده می‌شود.
خوابگاه زمستانی حشرات به‌طور کلی لازم است دارای شرایط زیر باشد:
- عایق خوب در برابر تغییرهای شدید دما
- محافظت در برابر آب و هوا[۱]
- خشک (به جز حشرات مقاوم در برابر یخ‌زدگی)[۲]

گونه‌هایی از آب و هوای خنک قاره‌ای در دمای ۰ تا ۴ درجه سانتی گراد به خواب زمستانی می‌روند. برخی از گونه‌ها در دمای بیش از ۴ درجه سانتی‌گراد از خواب زمستانی جان سالم به در نمی‌برند.

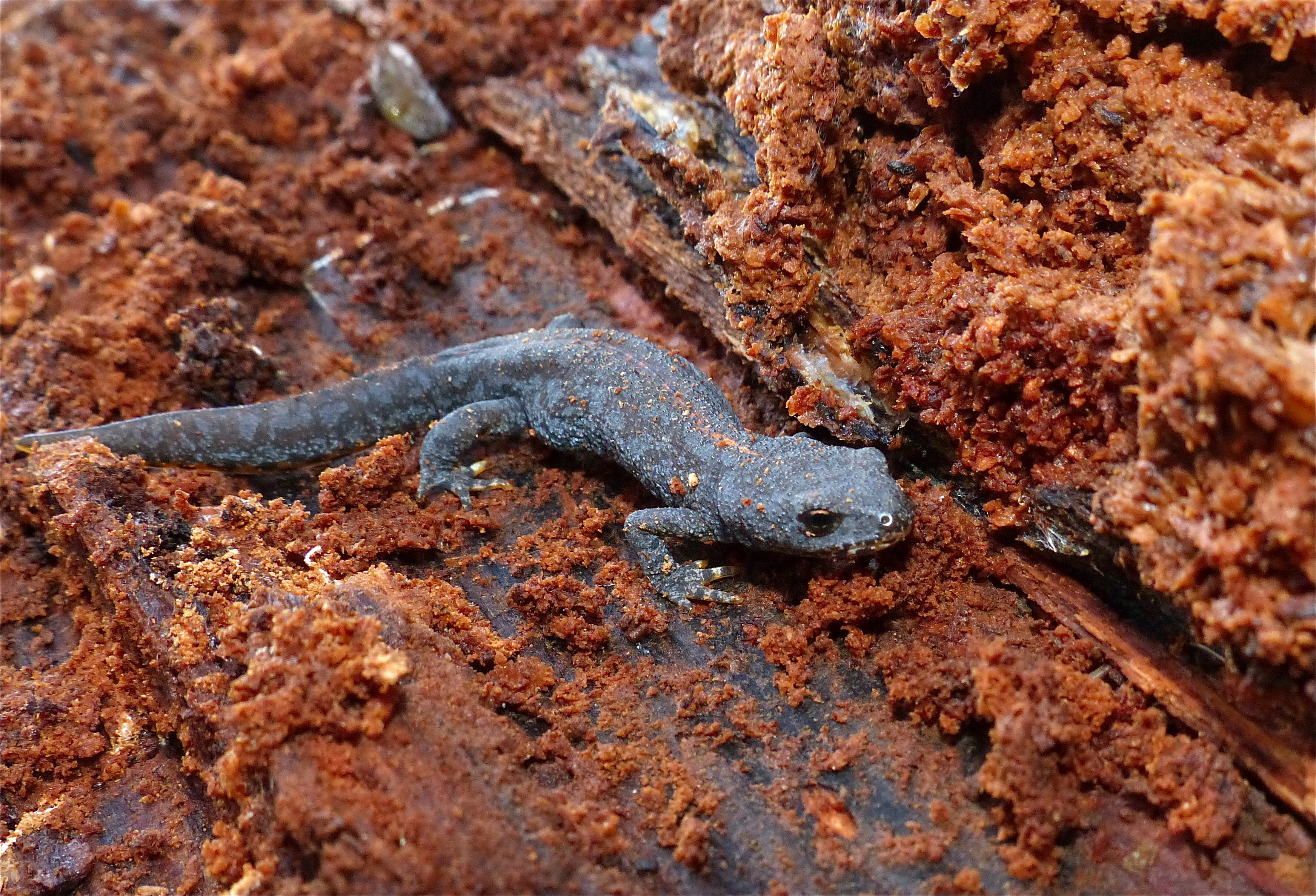
سمندر آلپی در حال خواب زمستانی در چوب مرده

خوابگاه‌های خزندگان معمولاً عبارتند از:
- زیرزمینی[۴]
- زیر خط یخبندان[۵]
- عایق خوب[۶]
- تونل‌ها (برای مارها)[۵][۷] یا حفره‌هایی به اندازه کافی بزرگ برای بدن (یعنی مارمولک‌ها)[۸]

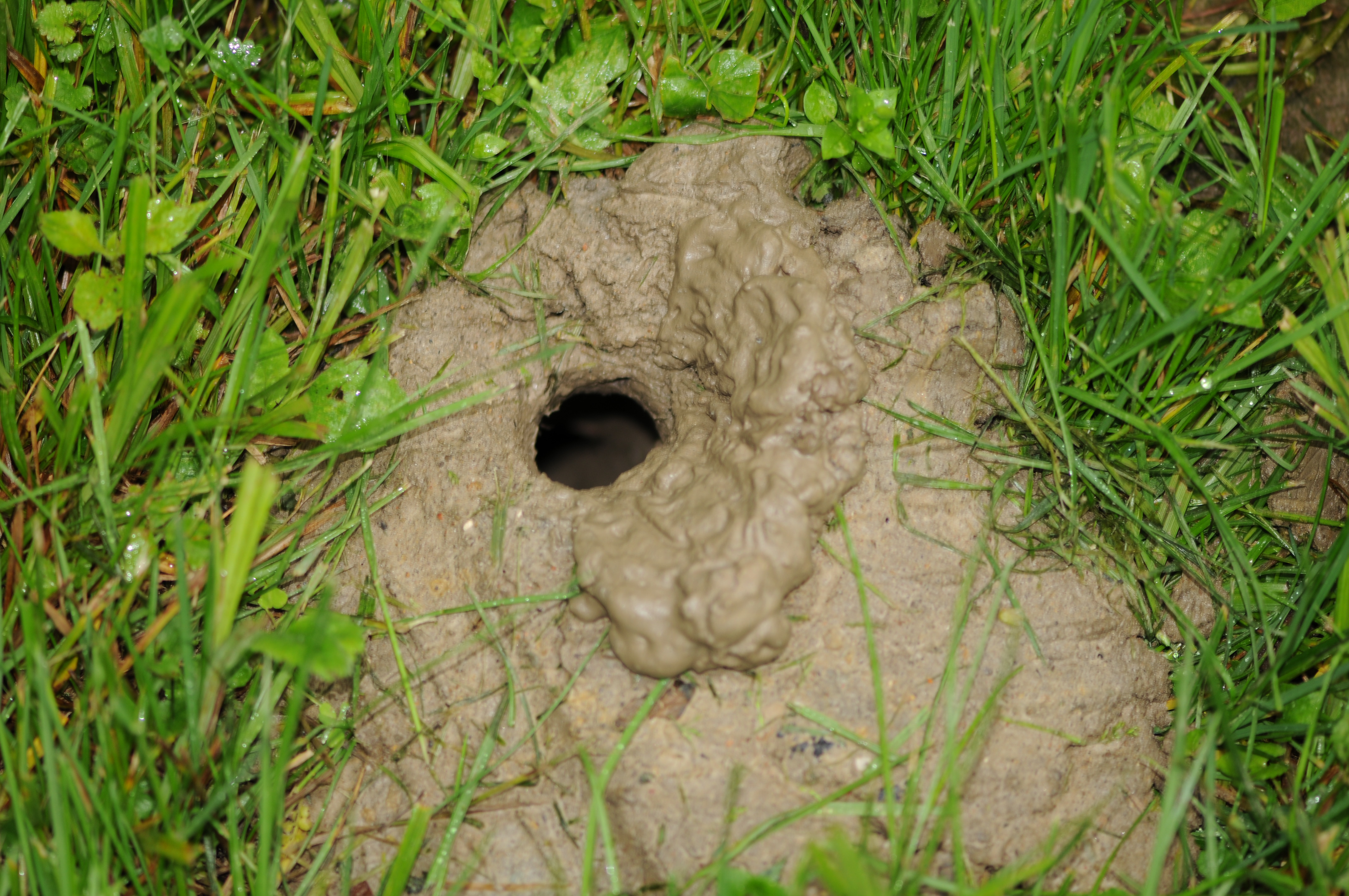
نمای بیرونی از لانه مار (گونه ناشناخته)

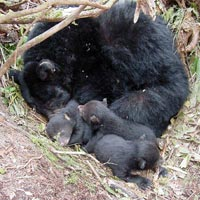
مادر خرس سیاه و توله‌ها در خواب زمستانی، استفاده از خواب زمستانی به عنوان لانه زایمان

خوابگاه‌های پستانداران بسیار متفاوت است، اما به‌طور معمول عبارتند از:
- زیر زمین (به عنوان مثال سنجاب‌های زمینی، لمورهای موش، خرس‌ها)[۹][۱۰][۱۱] یا در یک پناهگاه محافظت‌شده (یعنی خفاش‌ها، خرس‌ها)[۱۲][۱۳]
- پنهان‌شده[۱۴]
- سازگار با شرایط محیطی، مانند دما[۱۵]
- یا به‌طور مداوم استفاده می‌شود (به عنوان مثال خفاش‌ها، سنجاب‌های زمینی)[۱۳][۱۱] یا بسیار به ندرت (یعنی خرس، لمور موش)[۱۲][۹]

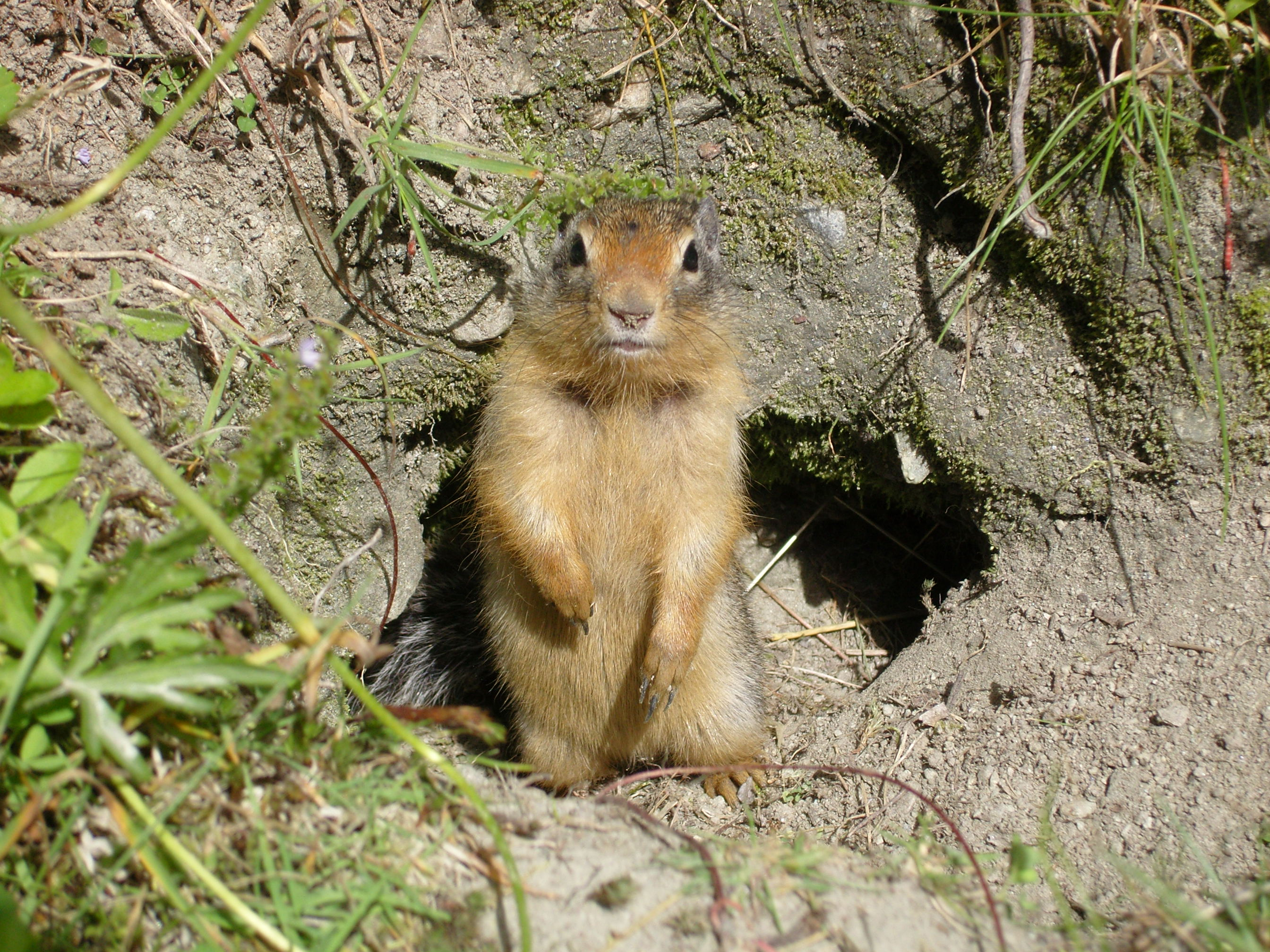
سنجاب زمینی کلمبیایی در بیرون از خوابگاه زمستانی حفره‌ای خود